# La Bastide-Solages
La Bastide-Solages è un comune francese di 117 abitanti situato nel dipartimento dell'Aveyron nella regione dell'Occitania.

## Società

### Evoluzione demografica
Abitanti censiti